# Winter-Universiade 1962/Nordische Kombination
Bei der Winter-Universiade 1962 wurde ein Einzelwettkampf für Männer in der Nordischen Kombination ausgetragen.

## Bilanz

### Medaillenspiegel
| Platz  | Land        | Gold | Silber | Bronze | Gesamt |
| ------ | ----------- | ---- | ------ | ------ | ------ |
| 1      | Sowjetunion | 1    | 1      | –      | 2      |
| 2      | Japan       | –    | –      | 1      | 1      |
| Gesamt | Gesamt      | 1    | 1      | 1      | 3      |

### Medaillengewinner
| Disziplin            | Gold                 | Silber           | Bronze     |
| -------------------- | -------------------- | ---------------- | ---------- |
| Normalschanze Männer | Wjatscheslaw Drjagin | Albert Larijonow | Yōsuke Etō |